# Derniers Sacrements (roman)
Pour les articles homonymes, voir Derniers sacrements.
Derniers Sacrements (titre original : Last Rites) est un roman de John Harvey publié en 1998 en Angleterre et en 2004 en France dans la collection Rivages/Noir avec le numéro 527. 
Après Cœurs solitaires, Les Étrangers dans la maison, Scalpel, Off Minor, Les Années perdues, Lumière froide, Preuve vivante, Proie facile et Eau dormante, c’est le dixième où l’on retrouve le personnage de Charles Resnick, inspecteur principal de police d’origine polonaise au commissariat de Nottingham.

## Résumé
Michael Preston, parricide condamné à perpétuité pour l’assassinat de son père, bénéficie d’une permission exceptionnelle pour assister à l’enterrement de sa mère. La présence d’un condamné dans la ville de Nottingham pose problème à Charles Resnick. Le trafic de drogue prolifère, des bandes armées sont présentes. Quant à sa relation avec Hannah Campbell, elle se délite.

## Prix et récompenses
Ce roman a reçu le Sherlock Award Winner du meilleur détective britannique pour Charles Resnick en 1999.

## Autour du livre
Derniers Sacrements est édité après la publication du recueil de nouvelles Now’s the Time comportant douze nouvelles avec Charles Resnick.
Lors de la publication, Derniers Sacrements est présenté comme le dernier de la série Charles Resnick.
Le livre contient un texte de John Harvey daté de décembre 1997-avril 1998 remerciant tous ceux qui l’ont aidé et encouragé pour l’écriture de la série.
La quatrième page de couverture de l’édition française reproduit une citation d’Elmore Leonard : « John Harvey me fait penser à Graham Greene. »